# VRSS-1
VRSS-1 Francisco de Miranda (Venezuelan Remote Sensing Satellite) war der erste venezolanische Erdbeobachtungssatellit. Er wurde von der chinesischen Hangtian Dong Fang Hong Satelliten GmbH gebaut und am 29. September 2012 vom chinesischen Kosmodrom Jiuquan in eine sonnensynchrone Umlaufbahn gebracht.

## Geschichte
Im Jahr 2005 hatten Venezuela und China eine Zusammenarbeit bei Kommunikations- und Erdbeobachtungssatelliten sowie der Verwertung der von letzteren ermittelten Daten vereinbart.
Nach dem erfolgreichen Start des Kommunikationssatelliten Venesat-1 im Jahr 2008 unterzeichneten Ricardo José Menéndez Prieto, der venezolanische Minister für Wissenschaft, Technologie und Mittelindustrie und Direktor der Weltraumbehörde Agencia Bolivariana para Actividades Espaciales (ABAE), und Yin Liming, der Generaldirektor der China Great Wall Industry Corporation (CGWIC), 2011 einen Vertrag über Bau und Start des „Venezolanischen Fernerkundungssatelliten 1“ im Gesamtwert von 144,8 Millionen US-Dollar. Wie bei Venesat-1 war in dem Vertrag eine Beteiligung venezolanischer Ingenieure an der Entwicklung des Satelliten sowie eine Ausbildung von venezolanischem Personal festgeschrieben.
Anders als damals erfolgte die Ausbildung jedoch nicht mehr kostenlos, sondern es wurden der ABAE dafür 7 Millionen Dollar in Rechnung gestellt, die in den 144,8 Millionen Dollar enthalten waren. Zum Empfang der Satellitendaten wurden die im Rahmen des Venesat-1-Projekts errichteten Bodenstationen bei El Sombrero und Luepa verwendet. Die Chinesische Akademie für Weltraumtechnologie (CAST) lieferte für den Erdbeobachtungssatelliten jedoch ein neues Steuersystem im Wert von 16 Millionen Dollar und die für die Bildverarbeitung nötige Software für 22 Millionen Dollar, beides ebenfalls im Gesamtpreis enthalten.
54 venezolanische Techniker und Ingenieure reisten nach China, um bei der Hangtian Dong Fang Hong Satelliten GmbH, einer Tochtergesellschaft der Chinesischen Akademie für Weltraumtechnologie, an Konstruktion und Montage des Satelliten mitzuarbeiten.
52 dieser Techniker wurden außerdem an der Shenzhou Akademie (神舟学院) von CAST in Satellitensteuerung, Betrieb der Bodenstation und Bildverarbeitung ausgebildet.

## Aufbau

### Bus
VRSS-1 basiert auf dem CAST-2000-Bus der Hangtian Dong Fang Hong. Das Gehäuse besitzt die Maße 1,53 × 1,65 × 1,87 m, der betankte Satellit hatte eine Startmasse von 880 kg. Der Satellit war über drei Magnettorquer mit einem magnetischen Dipolmoment von jeweils 50 A·m2 und vier Reaktionsräder mit einem Drehimpuls von jeweils 15 N·m·s dreiachsenstabilisiert. Mit zwei Sternsensoren, einem digitalen Sonnensensor, zwei analogen Sonnensensoren, einem Infrarot-Erdsensor und zwei Gyroskopen konnte VRSS-1 seine Lage genau bestimmen. Die Orbitregulierung erfolgte über ein Haupttriebwerk mit 5 N Schubkraft, die Ausrichtung über 12 Lageregelungstriebwerke von jeweils 1 N, wobei eine Genauigkeit von 0,1° mit einer Stabilität von 0,001°/s erreicht wurde.
Zwei drehbare, aus jeweils drei Modulen von 111 × 85 cm bestehende Flügel mit Galliumindiumphosphid-Galliumarsenid-Germanium-Stapelsolarzellen versorgten den Satelliten mit einer elektrischen Leistung von 1,1 kW. Für die Zeit, in der er sich im Erdschatten befand, verfügte VRSS-1 über Nickel-Cadmium-Akkumulatoren mit einer Kapazität von 55 Ah.

### Nutzlasten
VRSS-1 besitzt zwei Nutzlasten:
- Panchromatische und Multispektral-Kamera (PMC) mit zwei identischen Objektiven: ein Drei-Spiegel-Anastigmat mit einer Brennweite von 2,6 m, einer Apertur von 26 cm und einem Sichtfeld von 2,67°. Die Kamera hat eine Gesamtschwadbreite von 57 km entsprechend einem Sichtfeld von 5,15°, wobei sich die Sichtfelder der beiden Objektive um 0,1° überlappen. Der panchromatische CCD-Sensor hat 12.000 Pixel von 10 × 10 µm und zeichnete mit Time Delay Integration (TDI) im Wellenlängenbereich von 0,45 µm (blau) bis 0,9 µm (nahes Infrarot) Bilder mit einer Auflösung von 2,5 m auf. Der im selben Wellenlängenbereich auf vier Bändern arbeitende Multispektralsensor besitzt für jedes Band 3000 Pixel von 40 × 40 µm, was ihm eine Auflösung von 10 m verlieh.

- Weitwinkel-Multispektralkamera (WMC) mit zwei identischen Objektiven: ein Refraktor-Teleskop mit einer Brennweite von 27 cm, einer relativen Apertur von 1/3,5 und einem Sichtfeld von 16,44°. Diese Kamera hat eine Schwadbreite von 373 km; die Sichtfelder der beiden Objektive mit einer Einzelschwadbreite von 184,8 km überlappten sich um 0,5°. Ein Prisma spaltete das einfallende Licht in vier Spektralbänder von Blau bis Nahinfrarot, für die jeweils ein CCD-Sensor mit 12.000 Pixeln von 6,5 × 6,5 µm zur Verfügung stand. Dies verlieh der Kamera eine Auflösung von 15,4 m.[5][7]

## Mission
VRSS-1 wurde am 29. September 2012 um 04:12 Uhr UTC mit einer Trägerrakete vom Typ Langer Marsch 2D vom Startkomplex 43 des Kosmodroms Jiuquan in eine um 98° zum Äquator geneigte, sonnensynchrone Umlaufbahn von etwa 640 km Höhe gebracht. Nach dem Start wurde VRSS-1 von der ABAE nach dem in Caracas geborenen Freiheitskämpfer Francisco de Miranda in „Satélite Miranda“ umbenannt. Der Satellit überquerte immer um 10:30 Uhr Ortszeit den Äquator von Nord nach Süd, alle vier Tage überflog er dieselbe Stelle. Da er sich während eines 97,5 Minuten dauernden Umlaufs nur für 10 Minuten über Venezuela befand, dauerte es jedes Mal 12 Tage, bis er das Land mit der Weitwinkelkamera vollständig dokumentiert hatte, und 57 Tage für eine Gesamtaufnahme im panchromatischen Modus der hochauflösenden Kamera.

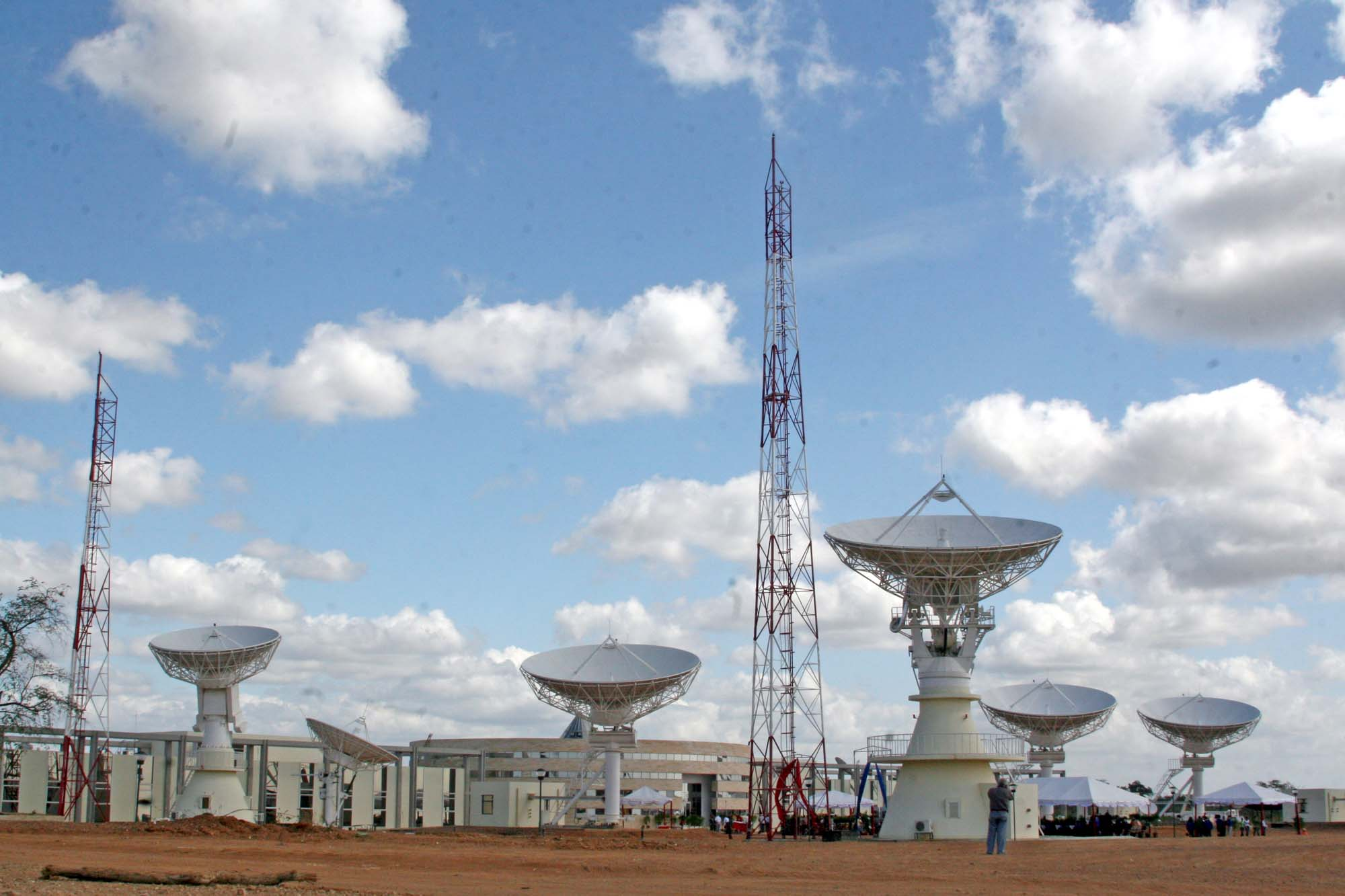
Bodenstation El Sombrero

Zunächst wurde der Satellit, der am 1. Oktober 2012 die ersten Bilder lieferte, von China aus betreut, ab Januar 2013 durch venezolanische Techniker. VRSS-1 war ursprünglich nur für eine Betriebsdauer von drei Jahren ausgelegt, im Mai 2013 stellten Experten von der Dong Fang Hong GmbH bei einer Überprüfung jedoch fest, dass die Akkumulatoren noch 5 Jahre lang geladen und entladen werden konnten. Die vollständige Kontrolle über den Satelliten wurde im September 2013 an die ABAE übergeben. Von da an steuerten 54 Techniker den Satelliten von der Bodenstation El Sombrero im Bundesstaat Guárico aus. Die Hauptaufgabe des Satélite Miranda war laut chinesischer Berichte zunächst eine Gesamtaufnahme des venezolanischen Territoriums mit Schwerpunkt auf militärischen Brennpunkten, Bergbau- und Ölfördergebieten, Infrastruktur und landwirtschaftlich genutzten Flächen. Im weiteren Verlauf wurde der Satellit auch dazu genutzt, Bodenschätze zu finden, Gewerbegebiete zu planen, Siedlungskerne zu erweitern und Hochwasserschutzmaßnahmen zu treffen.
Im Januar 2018 wurde VRSS-1 durch den am 9. Oktober 2017 gestarteten Nachfolgesatelliten VRSS-2 zunächst ergänzt – die beiden Satelliten kreisten um 180° versetzt auf mehr oder weniger identischen Bahnen um die Erde – später ersetzt.